# Dhothar
Dhothar eller dhotar är en indisk kast inom den indiska folkstammen Jater. De härstammar från området kring Gujranwala i nuvarande Pakistan.